# Alfred Kantorowicz (Zahnmediziner)

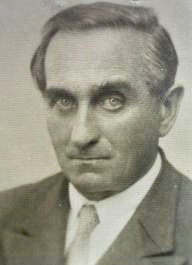
Alfred Kantorowicz, um 1935–1940

Alfred Kantorowicz (* 18. Juni 1880 in Posen; † 6. März 1962 in Bonn) war ein deutscher Mediziner, Zahnarzt und Kieferorthopäde, Lehrstuhlinhaber für Zahn-, Mund- und Kieferkrankheiten sowie Wegbereiter der Schul- und Jugendzahnpflege. 15 Jahre war er in Bonn und 17 Jahre, von 1933 bis 1950, in der Türkei, wo er an der Reform der Istanbuler Universität beteiligt war, auf allen Gebieten der Zahnheilkunde forschend und lehrend tätig. 1933 war er in Deutschland neun Monate in Konzentrationslagern inhaftiert. Das zahnmedizinische Universitätsinstitut in Istanbul verdankt ihm als dessen Direktor seinen Aufstieg zur Zahnmedizinischen Hochschule auf zentraleuropäischem Niveau. In Bonn und in der Türkei hatte er zudem Standardwerke zur Zahnheilkunde herausgegeben bzw. verfasst. Von 1950 bis zu seinem Tod war er unter anderem Fachberater für Fragen der Schulzahnpflege des Sozialministeriums des Landes Nordrhein-Westfalen und Mitglied des Landesgesundheitsrates.

## Leben
Alfred Kantorowicz wurde als Sohn des Kaufmanns und Fabrikanten Wilhelm und Rosa Kantorowicz, geborene Gieldzinska oder Gieldzinsky, in der Hauptstadt der preußischen Provinz Posen geboren. Im Jahr 1884 zog er mit seinen Eltern und seinen Geschwistern Hermann, Erich und Else nach Berlin. Dort besuchte er das Humanistische Gymnasium:S. 28 und studierte, nachdem er das Gymnasium bereits nach der Mittleren Reife verlassen hatte, Zahnmedizin (unter anderem bei Friedrich Busch). Nach seiner Approbation als Zahnarzt am 17. Dezember 1900 arbeitete er für etwa ein halbes Jahr in einer Zahnarztpraxis und studierte dann Medizin von 1901 bis 1905 in Berlin, kurz in München und in Freiburg im Breisgau. Hierzu hatte er am Luisengymnasium in Berlin-Steglitz das zu seiner zahnärztlichen Ausbildung damals (bis 1909) nicht erforderliche Abitur 1902 nachgeholt.:S. 29 f. Im Juli 1905 absolvierte er sein medizinisches Staatsexamen als Arzt in Freiburg und wurde dort mit einer Arbeit über Perkussionsmethoden im selben Monat, am 7. Juli 1905, zum Doktor der Medizin promoviert. Die Approbation als Arzt erhielt Kantorowicz am 7. August 1906 und danach arbeitete er als Assistenzarzt in Berlin (in der Inneren Medizin bei Alfred Goldscheider im Rudolf-Virchow-Krankenhaus sowie in der Bakteriologie und Infektiologie (Hygiene) dort bei Georg Jochmann und am Robert Koch-Institut), Bonn (in der Chirurgie an der Chirurgischen Universitätsklinik bei dem Geheimrat Carl Garrè) und ab 1909 in München am Zahnärztlichen Institut der Universität,:S. 30, 303 und 313 wo er bis 1911 Assistent des Zahnmediziners Otto Walkhoff war. Neben seiner Assistententätigkeit veröffentlichte er seine ersten wissenschaftlichen Schriften.
Nach seiner an der Georg-August-Universität Göttingen erfolgten Habilitation in Zahnheilkunde am 19. Dezember 1911 (sein Opus magnum trägt den Titel Bakteriologische und histologische Studien über die Caries des Dentins) kehrte er nach München zurück, wurde am 18. März 1912 durch königliche Order an der Universität München zum Privatdozenten ernannt und erhielt dort die Venia legendi (Lehrbefugnis).
Kantorowicz ehelichte am 28. Februar 1912 Annemarie Hedwig Steinlein. Aus der Ehe gingen Anna Margaretha (* 3. August 1913 in München) oder Anna-Margaret (genannt Annemarie; später Anna Margaretha Kenther – nach ihrem Abitur am 22. März 1933 an der reformpädagogischen Schule am Meer studierte sie Zahnmedizin – vgl. auch Liste bekannter Personen mit Bezug zur Schule am Meer), Erich (* 1916, beging mit 18 Jahren Suizid, während sein Vater beim Skifahren auf dem Uludağ war und ist auf dem protestantischen Friedhof in Feriköy/Şişli begraben), Georg Friedrich (* 27. Februar 1921 in Bonn) ging nach dem Besuch des Städtischen Realgymnasiums Bonn, der Schule am Meer auf Juist und des Deutschen Gymnasiums in Istanbul sowie Militärdienst nach London, wo er Zahnmedizin studierte. 1952 hatte er eine Privatpraxis in Glasgow und wurde später – als George F. Kantorowicz – Dozent des Royal Dental College) und die älteste Tochter Dorothea Therese (1909–1986), genannt Thea, die Medizin studierte, promoviert wurde und den späteren Nobelpreisträger Hermann Joseph Muller heiratete,:S. 30 f. hervor.
Bei Ausbruch des Ersten Weltkrieges meldete sich Kantorowicz freiwillig als landsturmpflichtiger Zivilarzt, kam an die Front und an das Reservelazarett Hagenau im Elsass, wo er ab 1916 als ordinierender Arzt und später Leiter der Zahnstation tätig war. Während des Krieges beschäftigte er sich zudem mit Chirurgie und den Möglichkeiten der aseptischen lokalen und extraoralen Anästhesie.:S. 30–33 Mit Wirkung vom 1. April 1918 wurde Kantorowicz, berufen am 22. März 1918, zum „Lehrer der Zahnheilkunde“ an der Universität Bonn als Nachfolger Max Eichlers ernannt und übernahm die Leitung des privaten zahnärztlichen Instituts sowie seinem Wunsch entsprechend der Schulzahnklinik. Am 4. Juni 1918 erhielt er an der Universität Bonn den Titel eines Professors. Seinem Wunsch entsprechend wurde ihm zudem die Schulzahnklinik zur Leitung übertragen. Das zahnärztliche Institut baute er von 1919 bis 1933 zu einer der führenden Lehrstätten aus. Die Verstaatlichung des Instituts bzw. der Klinik konnte nach langen Verhandlungen 1921 durchgesetzt werden.:S. 33–35 Am 23. August 1921 wurde er Extraordinarius und am 23. November 1921 Direktor des nun Bonner Universitäts-Zahnklinik genannten Instituts. Am 9. April 1923 wurde er zum Ordinarius für Zahn-, Mund- und Kieferkrankheiten an der Medizinischen Fakultät der Universität Bonn bestallt und damit auch Lehrstuhlinhaber. Im November nahmen er und sein Hamburger Kollege Guido Fischer an einem Kongress der Polytechnischen Hochschule in Moskau teil. Kantorowicz sprach insbesondere über die von ihm geförderte Schulzahnpflege und die Beiträge der beiden einzigen nichtrussischen Teilnehmer wurden begeistert aufgenommen.:S. 40 f.

## Verfolgung und Exil
Von 1919 bis 1933 war Kantorowicz Stadtverordneter und Mitglied der SPD-Fraktion im Rat der Stadt Bonn. Gegen Ende des Jahres 1932 hatte die nationalsozialistische Propaganda auch in der Bonner Klinik eingesetzt. Immer mehr Studenten trugen Braunhemd sowie NSDAP-Parteiabzeichen und es begannen Angriffe auf jüdische Dozenten und Assistenten – so auch auf den Juden Kantorowicz. Nach einem Aufenthalt in Moskau 1923 und einer späteren zweiten Reise dorthin war er zudem in den Verdacht geraten, Kommunist zu sein. Um den Anfeindungen in Bonn zu entkommen, beurlaubte Kantorowicz sich zunächst selbst, kehrte aber, nachdem Freunde von ihm seinetwegen verhaftet worden waren, freiwillig wieder zurück und regelte in einem Brief an den Universitäts-Kurator seine Vertretung im Falle seiner Inhaftierung. Er ließ sich am 1. April 1933 von seinem ehemaligen Schüler Karl Friedrich Schmidhuber zum Rathaus fahren und dort der Polizei übergeben. Von dort kam er in das Amtsgefängnis von Bonn. Am 7. April 1933, dem Tag des Inkrafttretens des Gesetzes zur Wiederherstellung des Berufsbeamtentums, wurde er ebenso wie sein Bruder, der Rechtswissenschaftler Hermann Kantorowicz, als Jude und Sozialdemokrat aus dem Amt entlassen und erhielt keine Bezüge mehr (Die Entlassung aus dem Staatsdienst wurde ministerial am 3. Oktober bestätigt). Alfred Kantorowicz wurde in „Schutzhaft“ genommen und im Konzentrationslager Börgermoor (heute Gemeinde Surwold) im Emsland interniert. Seine Frau, die ihm in der Überzeugung, man könne ihm unmöglich etwas anhaben, selbst den Rat gegeben hatte sich der Polizei zu stellen, stürzte sich in den Rhein. Sie wurde gerettet, „musste aber wegen völliger Geistesverwirrung in eine Heilanstalt gebracht werden.“ Die SS-Aufsicht im Moor machte sich einen Spaß daraus, „den Kantor“ mit seinen Familienschwierigkeiten schmerzlich zu konfrontieren. Später wurde er im Lager Lichtenburg für Prominente und Intellektuelle in Sachsen untergebracht und die Fakultät entzog Kantorowicz, nach Aufforderung der Professoren durch den Dekan Wilhelm Ceelen im Dezember 1933, einstimmig die Ehrendoktorwürde.
Nach neunmonatiger Haft entließen ihn die Behörden nach einer Intervention des Präsidenten des Schwedischen Roten Kreuzes, des Prinzen Carl von Schweden, Ende Dezember kurz vor Weihnachten 1933. Ein Diplomat der türkischen Botschaft in Berlin, die im Zusammenhang mit der Entlassung wohl ebenfalls geholfen:S. 261 hat wie die in Zürich etablierte Notgemeinschaft deutscher Wissenschaftler im Ausland, besuchte ihn persönlich und lud ihn ein, nach Istanbul zu emigrieren.
Kantorowicz folgte dem damit verbundenen akademischen Ruf an die 1933 unter Kemal Atatürk nach Auflösung der Darülfünun neu geschaffene Universität Istanbul, an deren Medizinischer Fakultät bedeutende deutsche Mediziner tätig wurden (Vgl. auch Exil in der Türkei 1933–1945) und wie Kantorowicz an Reformen:S. 106 ff. der Universität mitwirkten, und fuhr mit dem Zug in die Türkei. Zudem wurde er am Numune-Krankenhaus in Ankara und am dortigen Institut für Hygiene tätig. Die Verständigung zu Beginn seines Wirkens erfolgte in französischer Sprache; seine Unterrichtsmaterialien übersetzte der an der Universität Istanbul als Professor und wissenschaftlicher Direktor tätige Pertev Ata (gestorben 1977) ins Türkische (Kantorowicz lernt die türkische Sprache nie so gut wie etwa sein zoologischer Kollege Curt Kosswig:S. 269). Kantorowicz wohnte wie Kosswig im Istanbuler Stadtteil Bebek (in der Cevdet Paşa Caddesi bzw. 125).:S. 41–108, 137 und (zu Pertev Ata) 220–220 Eine eigene Praxis zu eröffnen, ist ihm in der Türkei nicht gestattet worden.:S. 54 und 97 Am fußläufig etwa zwei Stunden entfernten Istanbuler Stadtteil Beyazıt (im Stadtbezirk Fatih) befindlichen Zahnmedizinischen Institut der Medizinischen Fakultät der Istanbuler Universität wirkte er unter Rüștü Önol zunächst als Dozent für Prothetik in der vorklinischen Abteilung und dann als Wissenschaftlicher Direktor. Seine Anstellung erfolgte dazu als „Unterrichts-Direktor“ (Tedrisat müdürlüğü), dem unter anderem die Erstellung von Studienplänen oblag, mit dem Status und der Funktion eines ordentlichen Professors und er übernahm ab 1934 bis auf die Verwaltung alle Zuständigkeiten des „Dekanats der Zahnmedizinischen Hochschule“. Neben seiner Tätigkeit als Wissenschaftlicher Direktor der Zahnmedizinischen Hochschule (unter dem Dekan der Medizinischen Fakultät A. Fahri Arel) leitete als Ordinarius schließlich auch die Klinik für Zahn-, Mund- und Kieferkrankheiten, die Klinik für konservierende Zahnheilkunde („Praktische Klinik für Zahnkrankheiten“) und die Klinik für Orthodontie. Sein Nachfolger auf dem Lehrstuhl für Orthodontie war Orhan Okyay (gestorben 1972).:S. 106–112, 116, 127, 137–150, 224–226 (zum Kieferorthopäden und Gnathologen Okyay) und 237
Für den Schah von Persien fertigte er 1935 in Istanbul eine Ober- und Unterkieferprothese aus Kautschuk an. Die Behandlung erfolgte im Dolmabahçe-Palast.:S. 264–267 Ende 1935 fertigte Kantorowicz bei dem Ministerpräsidenten İsmet İnönü im Dolmabahçe-Palast Abdrücke für dessen Zahnprothese für Ober- und Unterkiefer an. Zur Nachsorge nach Fertigstellung der in der Universität angefertigten Totalprothese kam der Ministerpräsident zu Kantorowicz in die zahnmedizinische Fakultät und besuchte im Dezember 1935 mit seiner Ehefrau Mevhibe İnönü auch die Kliniken.:S. 260–263 Kantorowicz wurde in Begleitung seines damaligen Assistenten Lem'i Belger (siehe unten) im Mai 1936 konsiliarisch bei der Behandlung von Atatürks Zahnschmerzen hinzugezogen (Hierbei beriet er Atatürks Zahnarzt Sami Bey vor der Operation am linken Unterkiefer und sprach auch mit Atatürk).:S. 256 f.
Von 1934 bis 1948 beeinflusste Kantorowicz maßgeblich die Lehre und Forschung:S. 198–217 (Die eigenen Forschungen Kantorowicz’) in der Türkei im Bereich der Zahnmedizin. Er setzte sich auch weiterhin für die von ihm in Bonn initiierte Schulzahnpflege ein. Die von ihm mitdurchgeführten Universitätsreformen und Studienreformen sowie Lehrplangestaltungen gingen auch in die am 25. Dezember 1948 bekanntgegebenen Verwaltungsvorschriften der Medizinischen Fakultät für das zahnmedizinische Institut bzw. die Zahnmedizinische Hochschule ein.:S. 106–136
Seine Schwester Elsa folgte ihm und seiner Familie nach Istanbul ins Exil, sein Bruder Hermann emigrierte in die Vereinigten Staaten von Amerika. Im Oktober 1934 wurde Alfred Kantorowicz in Prag bei einer international besetzten wissenschaftlichen Tagung der deutschen Zahnärzte in der Tschechoslowakischen Republik mit besonderer Begeisterung begrüßt. Im Jahr 1947, ein Jahr vor seiner Emeritierung, lehnte er wegen einer schweren Herzerkrankung einen Ruf an die Universität Bonn ab (Seinen ersten Herzinfarkt hatte er in seiner am Bosporus gelegenen Wohnung in Bebek erlitten:S. 103 und 111). In seinen letzten Istanbuler Jahren konzentrierte er sich vor allem auf Nasenoperation. Hierbei verwendete er Elfenbein statt des bislang üblichen Knochens für die Rekonstruktion des Sattels der Nase.:S. 240 Nach dem Zweiten Weltkrieg erhielt Alfred Kantorowicz 1946 aus Deutschland einen Ruf an seine frühere Wirkungsstätte, die Medizinische Fakultät der Universität Bonn, dem er jedoch zunächst aufgrund einer Herzerkrankung (er hatte mehrere Herzinfarkte erlitten) nicht folgen konnte. Der ehemals begeisterte Skifahrer erholte sich jedoch gut, so dass er wieder Geh- und Laufübungen absolvieren konnte. Auch in der folgenden Zeit schob er, auch aus Furcht vor antisemitischen Tendenzen in Deutschland, eine Entscheidung zur Rückkehr nach Deutschland hinaus. Im Jahr 1948 erfolgte seine Emeritierung seitens der Istanbuler Universität.:S. 281

## Remigration, erneute Tätigkeit in Bonn und Tod

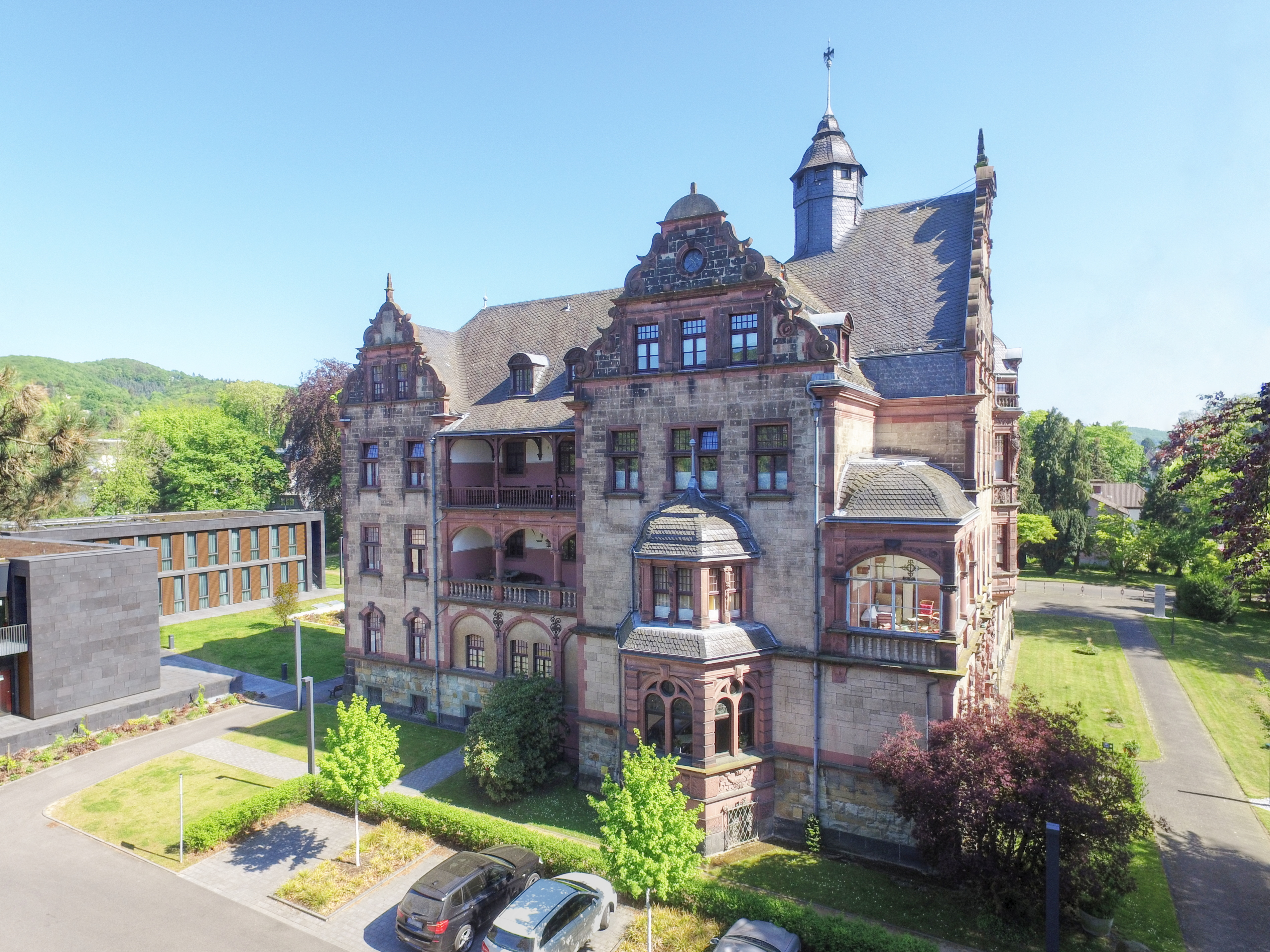
Das ehemalige Hölterhoff-Stift

Im Spätherbst 1949 ließ Kantorowicz mit Hilfe des Kanzleramts-Ministers Savni Belger (ein Bruder von Lem'i Belger, dem Istanbuler Schüler und Nachfolger Kantorowicz’) einen Teil seines Hausrats nach Deutschland schicken, um im Mai 1950 mit seiner Familie nach Deutschland zurückzukehren. Er behielt den Kontakt zu seiner zweiten Heimat bei und besuchte meist mehrmals im Jahr die Türkei. Else, geborene Trapp, und Alfred Kantorowicz wohnten zunächst im universitätseigenen Hölterhoff-Stift in Honnef bei Königswinter. Später zog das Ehepaar nach Bonn in die Rottenburgstraße. Bei der Landestagung der „Medizinischen-wissenschaftlichen Gesellschaft für Zahn- und Kieferheilkunde im Lande Sachsen-Anhalt“ im Jahr 1951 war Alfred Kantorowicz einer der Vortragsredner.:S. 276 f. und 279–288 In Bonn setzte Kantorowicz unter anderem seine schriftstellerische Tätigkeit auf wissenschaftlichem, unter anderem sozialmedizinischem Gebiet, fort (Sein früher in Deutschland eingeführtes System der Jugendzahnpflege war vom nationalsozialistischen Regime zerschlagen worden). Zudem wirkte als zahnärztlicher Berater (bis 1956 war er „Fachberater für Fragen der Schulzahnpflege“) des Ministeriums für Arbeit, Soziales und Wiederaufbau und war darüber hinaus auch als Lehrbeauftragter an experimentellen Arbeiten der Bonner Zahn-, Mund- und Kieferklinik, die damals noch behelfsmäßig untergebracht war, beteiligt.:S. 289 und 292 Bei seinem letzten Besuch in Istanbul hielt er 1958 einen Vortrag zum Thema Kariesprophylaxe.:S. 212–218 und 278 Bei der Einweihung der am Wilhelmsplatz neuerbauten Universitätsklinik und Poliklinik für Mund-, Zahn- und Kieferkrankheiten 1960 durch Gustav Korkhaus, eine Schüler Kantorowicz’, war er als Ehrengast an der Seite seiner weiteren Schüler Wilhelm Balters und Karl-Friedrich Schmidhuber (Dekan der Medizinischen Fakultät Köln von 1955 bis 1957) anwesend. Kurz vor seinem Tod feierte er, begleitet von Else Kantorowicz, bei einem akademischen Festakt der Bonner Medizinischen Fakultät am 17. Februar 1962 sein Goldenes Dozenten-Jubiläum (unter Anwesenheit von dem Rektor Troll, dem Direktor Korkhaus sowie den Professoren Zilkens, Balters und Schmidhuber) und hielt die Lectio aurea (Nimmt die Karies in Deutschland zu?). Noch während der Jubiläumsfeier zeigt sich eine akute Blinddarmentzündung bei Kantorowicz, nach deren operativer Behandlung sich sein Herz jedoch nicht mehr vollständig erholte. Er starb annähernd 82-jährig am 6. März 1962. Alfred Kantorowicz’ Asche wurde in Bonn auf dem Poppelsdorfer Friedhof beigesetzt, wo er inzwischen ein Ehrengrab hat.:S. 295–299 Seine Frau Else Kantorowicz lebte auch nach seinem Tod noch in der Bonner Wohnung in der Rottenburgstraße.:S. 251–253

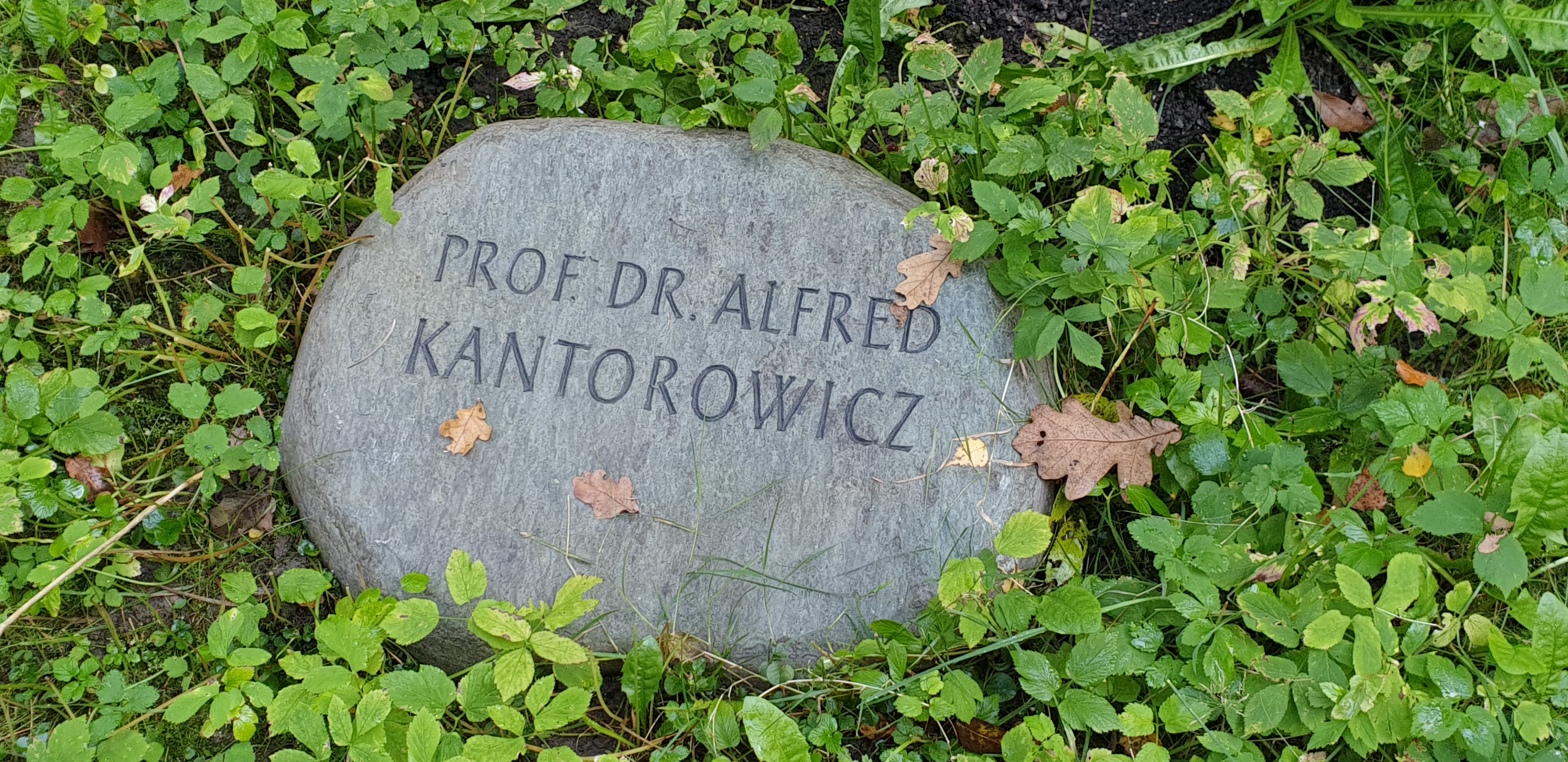
Grab von Alfred Kantorowicz auf dem Poppelsdorfer Friedhof in Bonn

## Wirken
Kantorowicz wurde zuerst bekannt durch sein Werk Klinische Zahnheilkunde, untersuchte besonders die rachitischen Störungen am Säuglingsgebiss sowie die Kieferdeformierungen bei behinderter Atmung und machte sich durch einige Neuerungen auch um die Schulzahnpflege verdient. Er engagierte sich für die Rachitis-Vorbeugung mit Vigantol. Bereits vor dem Ersten Weltkrieg hatte er sich der Bekämpfung der Karies möglichst schon im Kindesalter gewidmet. In Ruhpolding gründete er als Modellversuch an Schulkindern die erste Pflegestätte für systematische Schulzahnpflege. Dieser erste Anlauf wurde jedoch durch den Krieg unterbrochen.:S. 31 Kantorowicz entwarf das sogenannte Bonner System der Schulzahnpflege zur frühzeitigen Bekämpfung der Karies (genannt auch „System Kantorowicz zur Bekämpfung der Karies“:S. 309), setzte dazu in Landgegenden auch eine „Automobile Schulzahnklinik“ ein und entwickelte, auch durch die auf ihn zurückgehende Einführung der Orthodontie (Zahnregulierung) 1927 als Prüfungsfach,:S. 37 entscheidend das Fach Kieferorthopädie mit der sogenannten Bonner Schule fort. Im Jahr 1927 gründete er eine Schule für zahnärztliche Helferinnen.
Mehrere Patente wurden ihm erteilt, unter anderem Filmpackung, insbesondere für Röntgenaufnahmen, Einrichtung für die Aufhängung elektrischer Mundlampen, insbesondere für zahnärztliche Zwecke, An Gebiß-Richtbügeln anschließbare Richtmittel für Einzelzähne, Hilfsvorrichtung für Artikulatoren zu zahnärztlichen oder dergleichen Zwecke.
Während seiner Inhaftierung im Konzentrationslager Börgermoor von April bis Dezember 1933 arbeitete er dort als Zahnarzt. Sein Kollege Schmidhuber hatte ihm dazu erforderliche Instrumente zugesandt, die später von der Zahnmedizinischen Fakultät der Istanbuler Universität erworben wurden.
Bei der Eröffnung von Abszessen unterhalb der Knochenhaut verwendete Kantorowicz die seinerzeit (im Gegensatz zur submukösen Anästhesie) verpönte Methode der intramukösen Anästhesie, die er 1937 beschrieb und die, nachdem Bedenken wegen der Injektion in infektiöses Gebiet ausgeräumt und der Vorteil der, bei ausgeprägter Ausbreitung der Wirkung des gespritzten Lokalanästhetikums, völligen Schmerzfreiheit bei dem Eingriff von der Türkei auch ihren Weg nach Deutschland fand. Größere (kieferchirurgische) Eingriffe, etwa Kieferverlängerungen und -verkürzungen, führte er in Chlor-Diäthyl-Vollnarkose durch.:S. 203 f. und 208–212
Kantorowicz war aber nicht nur als Zahnarzt, Kieferorthopäde und Kieferchirurg tätig, sondern hatte sich etwa durch Lippen- und Gaumenspalten-Operationen, Nasenkorrekturen (darunter Nasenverkleinerungen) und Facelifting auch einen internationalen Ruf als plastischer Chirurg erworben.:S. 240–245
In der Türkei, seiner zweiten Heimat, forschte und lehrte Kantorowicz nicht nur, sondern führte dort auch die Experimentalforschung in die Zahnheilkunde ein. Ihm verdankt gemäß Philipp Schwartz, dem deutschen Leiter des Istanbuler Pathologischen Instituts, „das Zahnärztliche Universitätsinstitut İstanbul […] seinen Aufstieg auf das Niveau Zentraleuropas“. Gemeinsam mit dem Professor und Vorstand der konservierenden Abteilung Kâzım Esat Devrim, der das Amt des Verwaltungsdirektors innehatte, sorgte Kantorowicz in der Türkei für eine Verlängerung der zahnmedizinischen Regelstudienzeit von drei auf vier Jahre. Noch während Kantorowicz in Istanbul wirkte, wurde im September 1949 die von ihm mitgestaltete neue Promotionsordnung genehmigt. Seine Fortbildungsveranstaltungen wurden unter anderem von Zahnmedizinern aus Finnland, Schweden, Norwegen, Dänemark, Polen, Bulgarien und Ungarn besucht.:S. 108–111, 151–172, 237 und 307
Zu seinen Schülern zählt Gustav Korkhaus (1895–1978), der seine akademische Entwicklung im kieferorthopädischen Wissenschaftsbereich Kantorowicz zu verdanken hatte. Zu seinen Schülern und Mitarbeitern gehörten auch der bedeutende türkische Zahnmediziner Lem’i Belger (geboren 1909), der viele von Kantorowicz’ Arbeiten ins Türkische übersetzte, Kantorowicz’ engster Mitarbeiter und Freund wurde, an der Universität Istanbul zunächst Assistent von Kantorowicz an mehreren Abteilungen war, sich dann 1938 habilitierte, 1942 Dozent wurde und 1958 den Lehrstuhl für Prothetik erhielt, sowie die späteren Professoren Pertev Ata, Feyzullah Doğruer, Suat İsmail Gürkan (Dekan und wissenschaftlicher Direktor der zahnärztlichen Fakultät), Şevket Tagay (später Direktor der Medizinischen Hochschule), Ziya Cemal Büyül Aksoy, Orhan Okyay, Ferruh Aközsoy (habilitiert 1950) und der spätere Kieferchirurg Kemal Yüce. Belger war Kantorowiczs Helfer und Freund von dessen ersten Tag in Istanbul an. Er war zudem 1938 mit seiner Arbeit über eine Untersuchungsmethode zur Elastizitätsbestimmung der Mundschleimhaut erster Doktorand unter Kantorowicz in der Türkei und ging nach kurzem Wirken als Professor in Istanbul nach Deutschland.:S. 94–104, 150, 156 f., 173 f., 220–224, 227–232 und öfter (zu Belger, vgl. auch S. 272–274 und 305–308), 235 f. (zu Yüce), 236 f. (zu Aközsoy) und 238 Zu Kantorowicz’ Mitarbeiterteam gehörte auch Else Trapp, seine spätere Ehefrau.:S. 238 f.
Auch nach seiner Rückkehr nach Bonn engagierte sich Alfred Kantorowicz bis an sein Lebensende für die Jugendzahnpflege, die ihm weltweit ihre Grundsätze verdankt, und Schulzahnpflege in Kindergärten und Schulen, war im Auftrag der Bundesregierung tätig, regte experimentelle Forschungen in der Bonner Universitätsklinik an und hielt Vorträge in Deutschland und der Türkei. Der sich auch mit sozialmedizinischen Fragestellungen beschäftigende Wissenschaftler trat dafür ein, dass die Allgemeine Ortskrankenkasse die Kosten für zahnmedizinische Behandlungen vollumfängliche übernehme, wenn der Patient eine regelmäßige Gebisskontrolle vornehmen lässt.:S. 289–293

## Ehrungen
- 1906 Preis für seine Doktorarbeit an der Berliner Universität[54]
- 1917 Eisernes Kreuz II. Klasse
- 1926 Verleihung der Ehrendoktorwürde in Zahnmedizin durch die Medizinische Fakultät der Universität Bonn
- 1930 Deutsches Turn- und Sportabzeichen in Gold (Erster bei einem Wettlauf am 15. Mai 1930 in Berlin)[3]:S. 246
- Benennung der Istanbuler Medizinischen Bibliothek nach Kantorowicz zur Würdigung seines Wirkens[55]
- 1955 Ehrendoktorwürde in Humanmedizin der Medizinischen Fakultät der Universität Bonn
- 1955 Ehrenmitglied der Deutschen Gesellschaft für Zahn-, Mund- und Kieferheilkunde (DGZMK)[56]
- 1955 Ehrenmitglied im Deutschen Ausschuss für Jugendzahnpflege[57]
- 1958 Ehrendoktorwürde der Universität Istanbul[58]
- 1962 Goldenes Dozentenjubiläum mit Medaille[59][3]:S. 295–297
- 1962 Gedenkfeier der Medizinischen Hochschule (mit Reden von Direktor Șevkat Tagay,[3]:S. 300–302 Pertev Ata[3]:S. 303–305 und Lem'i Belger[3]:S. 305–308) der Istanbuler Universität am 17. März[60]
- 2001 Benennung des großen Hörsaals des Bonner Zentrums für Zahn-, Mund- und Kieferheilkunde nach Kantorowicz[61]
- 2017 Umwandlung seines im Sommer 2015 aufgelassenen und eingeebneten, 2016 wiederhergestellten Grabes in ein Ehrengrab auf dem Poppelsdorfer Friedhof zum 55. Todestag am 6. März – dem „Tag des Zahnarztes“ – durch die Stadt Bonn[62]

## Schriften (Auswahl)
- Über Bau und Entstehung der Schmelztropfen. In: Deutsche Monatsschrift für Zahnheilkunde. 1904.
- Kritik der neueren Methoden der Perkussion. Medizinische Dissertation Freiburg im Breisgau 1906.
- Bakteriologische und histologische Studien über die Caries des Dentins. Leipzig 1911 (= Deutsche Zahnheilkunde in Vorträgen. Heft 21).
- Prothetisches Praktikum für Vorkliniker. 1918; 2. Auflage 1926; 3., türkische, neu bearbeitete, aktualisierte und ergänzte und mit einem Anhang versehene Auflage (unter Mitarbeit von dem Chirurgen Sadi Belgers und übersetzt von dessen Bruder, dem Zahnmediziner Lem’i Belger), Istanbul 1940; 4., gekürzte Auflage Hanser, München 1950 (in deutscher Sprache). – abgesehen von einem 1909 erschienenen kleinen Bändchen von Halil Salih, das erste prothetische Buch der Türkei.[3]:S. 181–187 und 231
- Klinische Zahnheilkunde. 2 Bände. Berlin 1924. (2. Auflage 1928, 3. Auflage 1930).
- Tagesfragen der chirurgischen, konservierenden und technischen Zahnheilkunde. Berlin 1925.
- Konservierende Zahnheilkunde. München 1925
- als Hrsg.: Handwörterbuch der gesamten Zahnheilkunde. Leipzig 1929–1931. (4 Bände).
- Diştababeti imtihanı için repetitorium. (Das Repetitorium für das zahnärztliche Examen.) Übersetzt von Muhiddin Erel und Pertev Ata. Kader basımevi, Istanbul 1938. - Die „Bibel“ der sich auf Examen vorbereitenden Zahnmedizinstudenten bis in die 1950er Jahre[3]:S. 187–192
- Die Eröffnung von Abszessen unter intramuköser Anästhesie. In: Zeitschrift für Stomatologie. Nr. 21, 1937, S. 1431–1433.
- Ausheilung des offenen Bisses. 1939.
- Diştabeti preklinik protez laboratorium bilgisi. Ins Türkische übersetzt von Lem'i Belger. Istanbul 1940 .
- Diştabeti Şirürjisi. (Zahnärztliche Chirurgie.) (=  İstanbul Üniversitesi Yayınlarından. Band 181). Übersetzt von Pertev Ata. 3 Bände. Kenan matbassı, Istanbul 1943. – Eine seinerzeit „Moderne zahnmedizinische Chirurgie“, beruhend auf Klinische Zahnheilkunde (1928)[3]:S. 192–198
- Zur Statik der partiellen Prothese. In: Deutsche Zahnärztliche Zeitschrift. Band 4, Nr. 3/4, 1946, S. 141–158 – in Zusammenarbeit mit William Prager[3]:S. 205–208
- Repetitorium der klinischen Zahnheilkunde für das Staatsexamen. Konstanz 1949.
- Hemmung und Förderung des Wachstums des Kiefers. In: Zahnärztliche Welt. Nr. 6, 1949, S. 141–148 und 151 f.
- Diş Çürüğü Profilaksi'si. In: Türk Diştabipleri Cemiyeti Mecmuası. Band XXIXI, Ausgabe 171, 1958, S. 1 ff. – Zur Kariesprophylaxe.[3]:S. 212–218